# 欧洲研究型大学协会
欧洲研究型大学协会（Guild of European Research-Intensive Universities，简称The Guild）是一个成立于2016年的大学网络，目前由16个国家的21所欧洲最杰出的研究型大学组成，致力于增强学术机构、研究人员及学生的声音。现任校长是挪威奥斯陆大学校长斯韦恩·斯特伦。

## 成员院校
- 奥地利：维也纳大学
- 比利时：根特大学、法语鲁汶天主教大学
- 丹麦：奥胡斯大学
- 爱沙尼亚：塔尔图大学
- 法國：巴黎大学
- 德国：蒂宾根大学、哥廷根大学
- 義大利：博洛尼亚大学
- 挪威：奥斯陆大学
- 荷蘭：格罗宁根大学、奈梅亨拉德伯德大学
- 波蘭：雅盖隆大学
- 羅馬尼亞：巴比什-博雅依大学
- 斯洛維尼亞：卢布尔雅那大学
- 西班牙：庞培法布拉大学
- 瑞典：乌普萨拉大学
- 瑞士：伯尔尼大学
- 英国：格拉斯哥大学、伦敦国王学院、华威大学